# Bursa (geslacht)
Bursa is een geslacht van weekdieren uit de familie Bursidae in de klasse van de Gastropoda (slakken). Het zijn allen carnivoor die voorkomen in tropische gebieden op rotsen en koraalriffen.

## Soorten
- Bursa affinis (Broderip, 1833)
- Bursa asperrima Dunker, 1862
- Bursa awatii Ray, 1949
- Bursa bufonia (Gmelin, 1791)
- Bursa calcipicta Dall, 1908
- Bursa condita (Gmelin, 1791)
- Bursa corrugata (Perry, 1811)
- Bursa cruentata (G. B. Sowerby II, 1835)
- Bursa cubaniana (d'Orbigny, 1841)
- Bursa davidboschi Beu, 1987
- Bursa elisabettae Nappo, Pellegrini & Bonomolo, 2014
- Bursa fosteri Beu, 1987
- Bursa granularis (Röding, 1798)
- Bursa grayana Dunker, 1862
- Bursa humilis Beu, 1981
- Bursa lamarckii (Deshayes, 1853)
- Bursa latitudo Garrard, 1961
- Bursa lucaensis Parth, 1991
- Bursa luteostoma (Pease, 1861)
- Bursa natalensis Coelho & Matthews, 1970
- Bursa nodosa (Borson, 1825) †
- Bursa quirihorai Beu, 1987
- Bursa ranelloides (Reeve, 1844)
- Bursa rhodostoma (G. B. Sowerby II, 1835)
- Bursa rosa (Perry, 1811)
- Bursa rugosa (G. B. Sowerby II, 1835)
- Bursa scrobilator (Linnaeus, 1758)
- Bursa tuberosissima (Reeve, 1844)
- Bursa verrucosa (G. B. Sowerby I, 1825)

### Taxon inquirendum
- Bursa alfredensis W. H. Turton, 1932
- Bursa kowiensis W. H. Turton, 1932

### Synoniemen
- Bursa (Apollon) Montfort, 1810 => Gyrineum Link, 1807
  - Bursa (Apollon) proditor Frauenfeld, 1865 => Argobuccinum pustulosum (Lightfoot, 1786)
- Bursa (Biplex) Perry, 1810 => Biplex Perry, 1810 => Gyrineum Link, 1807
  - Bursa (Biplex) microstoma Fulton, 1930 => Biplex aculeata (Schepman, 1909) => Gyrineum aculeatum (Schepman, 1909)
- Bursa (Bufonariella) Thiele, 1929 => Bursa Röding, 1798
  - Bursa (Bufonariella) chipolana Schmelz, 1997 † => Aquitanobursa chipolana (Schmelz, 1997) †
  - Bursa (Bufonariella) latitudo Garrard, 1961 => Bursa latitudo Garrard, 1961
  - Bursa (Bufonariella) ranelloides (Reeve, 1844) => Bursa ranelloides (Reeve, 1844)
  - Bursa (Bufonariella) rehderi Beu, 1978 => Bursa awatii Ray, 1949
- Bursa (Bursa) Röding, 1798 => Bursa Röding, 1798
  - Bursa (Bursa) koperbergae van Regteren Altena, 1942 => Bursina gnorima (Melvill, 1918)
- Bursa (Colubrellina) P. Fischer, 1884 => Bursa Röding, 1798
  - Bursa (Colubrellina) benvegnuae Penna-Neme & Leme, 1978 => Bursa ranelloides (Reeve, 1844)
  - Bursa (Colubrellina) canarica F. Nordsieck, 1975 => Bursa ranelloides (Reeve, 1844)
  - Bursa (Colubrellina) quirihorai Beu, 1987 => Bursa quirihorai Beu, 1987
- Bursa (Eupleura) H. Adams & A. Adams, 1853 => Eupleura H. Adams & A. Adams, 1853
- Bursa (Lampadopsis) P. Fischer, 1884 => Bursa Röding, 1798
  - Bursa (Lampadopsis) calcipicta Dall, 1908 => Bursa calcipicta Dall, 1908
- Bursa (Lampas) Schumacher, 1817 => Tutufa (Tutufella) Beu, 1981 => Tutufa Jousseaume, 1881
  - Bursa (Lampas) ranelloides (Reeve, 1844) => Bursa ranelloides (Reeve, 1844)
- Bursa (Tutufa) Jousseaume, 1881 => Tutufa Jousseaume, 1881
  - Bursa (Tutufa) rubeta (Linnaeus, 1758) => Tutufa (Tutufella) rubeta (Linnaeus, 1758) => Tutufa rubeta (Linnaeus, 1758)
- Bursa amphitrites Maury, 1917 † => Aquitanobursa amphitrites (Maury, 1917) †
- Bursa angioyorum Parth, 1990 => lamarckii (Deshayes, 1853)
- Bursa barcellosi Matthews, Rios & Coelho, 1973 => Ranella olearium (Linnaeus, 1758)
- Bursa benvegnuae Penna-Neme & Leme, 1978 => Bursa ranelloides (Reeve, 1844)
- Bursa bergeri (Tapparone Canefri, 1881) => Bursa rhodostoma (G. B. Sowerby II, 1835)
- Bursa bubo Linnaeus => Tutufa bubo (Linnaeus, 1758)
- Bursa caelata (Broderip, 1833)=> Bursa corrugata (Perry, 1811)
- Bursa californica (Hinds, 1843) => Crossata californica (Hinds, 1843)
- Bursa chira Olsson, 1930 † => Olssonia chira (Olsson, 1930) †
- Bursa concinna Dunker, 1862 => Gyrineum concinnum (Dunker, 1862)
- Bursa crassa (Dillwyn, 1817) => Marsupina bufo (Bruguière, 1792)
- Bursa crumena (Lamarck, 1816) => Bufonaria crumena (Lamarck, 1816)
- Bursa cumingiana Dunker, 1862 => Bursa granularis (Röding, 1798)
- Bursa dunkeri Kira, 1962 => Bursa bufonia (Gmelin, 1791)
- Bursa echinata (Link, 1807) => Bufonaria echinata (Link, 1807)
- Bursa fijiensis (R. B. Watson, 1881) => Bursina fijiensis (R. B. Watson, 1881)
- Bursa finlayi McGinty, 1962 => Bursa ranelloides (Reeve, 1844)
- Bursa fuscocostata Dunker, 1862 => Gyrineum bituberculare (Lamarck, 1816)
- Bursa gibbosa Röding, 1798 => Marsupina bufo (Bruguière, 1792)
- Bursa gnorima Melvill, 1918 => Bursina gnorima (Melvill, 1918)
- Bursa granifera (Lamarck, 1816) => Bursa granularis (Röding, 1798)
- Bursa lamarkii (Deshayes, 1853) => Bursa lamarckii (Deshayes, 1853)
- Bursa lamellosa Dunker, 1863 => Aspella producta (Pease, 1861)
- Bursa lampas =>  Tutufa bubo (Linnaeus, 1758)
- Bursa leo Shikama, 1964 => Bursa tuberosissima (Reeve, 1844)
- Bursa lissostoma E. A. Smith, 1914 => Tutufa (Tutufa) bufo (Röding, 1798) => Tutufa bufo (Röding, 1798)
- Bursa livida (Reeve, 1844) => Bursa affinis (Broderip, 1833)
- Bursa mammata Röding, 1798 => Bursa bufonia (Gmelin, 1791)
- Bursa margaritula (Deshayes, 1833) => Bufonaria margaritula (Deshayes, 1833)
- Bursa marginata (Gmelin, 1791) => Aspa marginata (Gmelin, 1791)
- Bursa monitata Röding, 1798 => Bursa bufonia (Gmelin, 1791)
- Bursa muehlhaeusseri Parth, 1990 => Bursa lamarckii (Deshayes, 1853)
- Bursa nigrita Mulhauser & Blocher, 1979 => Tutufa nigrita Mühlhäusser & Blöcher, 1979
- Bursa nobilis (Reeve, 1844) => Bursina nobilis (Reeve, 1844)
- Bursa pacamoni Matthews & Coelho, 1971 => Bursa grayana Dunker, 1862
- Bursa pustulosa Reeve, 1844 => Bursa corrugata (Perry, 1811)
- Bursa pygmaea Kosuge, 1979 => Bursa ranelloides (Reeve, 1844)
- Bursa rana (Linnaeus, 1758) => Bufonaria rana (Linnaeus, 1758)
- Bursa rubeta (Linnaeus, 1758) => Tutufa (Tutufella) rubeta (Linnaeus, 1758) => Tutufa rubeta (Linnaeus, 1758)
- Bursa scrobiculator => Bursa scrobilator (Linnaeus, 1758)
- Bursa siphonata (Reeve, 1844) => Bursa rosa (Perry, 1811)
- Bursa spinosa (Schumacher, 1817) => Bufonaria echinata (Link, 1807)
- Bursa suensonii Mörch, 1853 => Bufonaria echinata (Link, 1807)
- Bursa tenuisculpta Dautzenberg & Fischer, 1906 => Bursa ranelloides (Reeve, 1844)
- Bursa thersites (Redfield, 1846) => Bufonaria thersites (Redfield, 1846)
- Bursa thomae (d'Orbigny, 1847) => Bursa rhodostoma thomae (d'Orbigny, 1847)
- Bursa tuberculata (Broderip, 1833) => Gyrineum natator (Röding, 1798)
- Bursa tumida Dunker, 1862 => Argobuccinum tumidum (Dunker, 1862) => Argobuccinum pustulosum (Lightfoot, 1786)
- Bursa venustula (Reeve, 1844) => Bursa rhodostoma (G. B. Sowerby II, 1835)